# Jerry Unser
Pour les articles homonymes, voir Unser.
Jerry Unser (né le 15 novembre 1932 à Colorado Springs, Colorado - mort le 17 mai 1959 à Indianapolis, Indiana dans un accident lors des essais des 500 Miles d'Indianapolis) est un pilote automobile américain.

## Biographie
Jerry Unser est le premier des trois frères Unser à avoir disputé les 500 Miles d'Indianapolis, ayant fait ses débuts dans l'épreuve en 1958. Qualifié 24e, il s'est crashé au départ. L'Indy 500 ayant fait partie du championnat du monde de Formule 1 de 1950 à 1960, Jerry Unser est considéré au regard des statistiques officielles du championnat du monde comme un « pilote de Formule 1 », même si les puissants roadsters de l'Indiana n'avaient que peu à voir avec les F1 d'alors.
Jerry Unser a trouvé la mort l'année suivante dans un accident lors des essais de l'Indy 500 1959.

## Résultats en championnat du monde de Formule 1
| Saison | Écurie               | Châssis             | Moteur         | Pneus     | GP disputés | Points inscrits | Classement |
| ------ | -------------------- | ------------------- | -------------- | --------- | ----------- | --------------- | ---------- |
| 1958   | Roy McKay            | Kurtis Kraft 500G   | Offenhauser L4 | Firestone | 1           | 0               | Nc         |
| 1959   | Helse - H.H. Johnson | Kuzma Indy Roadster | Offenhauser L4 | Firestone | 0 (n.q.)    | 0               | Nc         |

## Titre
- USAC Stock Car Championship: 1957.

## Famille Unser
- Son fils : Johnny
- Ses frères : Al et Bobby
- Ses neveux : Al Jr. et Robby